# جوان هارت
جوان هارت (بالإنجليزية: Joan Hart) هي عداءة سريعة نيوزيلندية، ولدت في 30 أغسطس 1925، وتوفيت في 23 سبتمبر 2006.

## روابط خارجية
- جوان هارت على موقع اللجنة الأولمبية النيوزيلندية (الإنجليزية)